# 사랑의 화원 (1987년 드라마)
《사랑의 화원》은 한국방송공사 2TV 특집드라마이다.

## 제작진
- 극본 : 이은교
- 연출 : 맹만재

## 출연진
- 박병호
- 전원주
- 노주현
- 이일웅
- 서우림
- 김교순
- 서영진
- 신동훈
- 신종섭
- 남윤정
- 윤영주